# Тавернола Бергамаска
Тавернола Бергамаска (итал. Tavernola Bergamasca) је насеље у Италији у округу Бергамо, региону Ломбардија.
Према процени из 2011. у насељу је живело 1971 становника. Насеље се налази на надморској висини од 254 м.

## Становништво
Према резултатима пописа становништва 2011. у општини је живело 2.140 становника.
| 1931. | 1936. | 1951. | 1961. | 1971. | 1981. | 1991. | 2001. | 2011. |
| ----- | ----- | ----- | ----- | ----- | ----- | ----- | ----- | ----- |
| 1.691 | 1.827 | 2.102 | 2.287 | 2.286 | 2.328 | 2.360 | 2.273 | 2.140 |